# Guerra de sucesión castellana
La guerra de sucesión castellana fue un conflicto bélico que se produjo de 1475 a 1479 por la sucesión de la Corona de Castilla entre los partidarios de Juana de Trastámara, hija del difunto monarca Enrique IV de Castilla, y los de Isabel, media hermana de este último.
La guerra tuvo un marcado carácter internacional porque Isabel estaba casada con Fernando, heredero de la Corona de Aragón, mientras que Juana se había casado con el rey Alfonso V de Portugal. Francia también intervino, apoyando a Portugal para evitar que Aragón, su rival en Italia, se uniera a Castilla.
A pesar de algunos éxitos iniciales para los partidarios de Juana, la escasa agresividad militar de Alfonso V y las consecuencias políticas de la batalla de Toro llevaron a la desintegración del bando juanista entre 1476 y 1477. El matrimonio de Isabel y Fernando fue reconocido en las Cortes de Madrigal (abril-octubre de 1476) y su hija Isabel jurada heredera de la Corona de Castilla.
A partir de entonces, el conflicto consistió esencialmente en una guerra entre Castilla y Portugal, cobrando gran importancia la guerra naval en el océano Atlántico. Las flotas portuguesas se impusieron a las castellanas en la lucha por el acceso a las riquezas de Guinea (oro y esclavos), donde se libró la decisiva batalla naval de Guinea.
La guerra concluyó en 1479 con la firma del Tratado de Alcazobas, que reconocía a Isabel y Fernando como reyes de Castilla y otorgaba a Portugal el monopolio marítimo comercial en la costa occidental africana al mantener el control de los territorios en los que ya tenía cierta presencia, los cuales eran Guinea, Elmina, Madeira, Azores, Flores y Cabo Verde; por el contrario, las islas Canarias quedaron al margen de las pretensiones portuguesas. Juana, por otra parte, perdió el derecho al trono castellano y tuvo que permanecer en Portugal hasta su muerte.
Este conflicto ha sido llamado también guerra Civil Castellana, pero este nombre induce a confusión con otras guerras civiles que afectaron a Castilla en los siglos XIV y XV. Algunos autores hablan de guerra de Portugal, pero este nombre es parcial (claramente denota un punto de vista castellano) y hace olvidar que el bando juanista también podía considerarse castellano legítimamente. Otras veces se ha utilizado el término guerra peninsular, que no debe confundirse con el nombre inglés y portugués de la guerra de la Independencia Española (1808–1814). Por último, algunos autores prefieren la expresión neutra de guerra de 1475-1479.

## Antecedentes

### El problema de la sucesión al trono

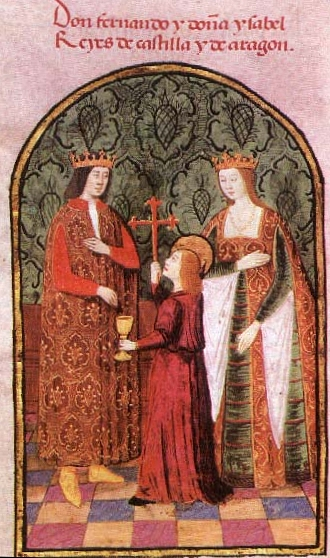
Isabel y Fernando.

En 1462, nace Juana de Trastámara, la primera y única hija del rey Enrique IV de Castilla, que inmediatamente es nombrada princesa de Asturias. Sin embargo, las presiones de una parte de la nobleza obligan al rey a despojarla del título y nombrar en su lugar heredero a su medio hermano Alfonso en 1464. Desde esta época surge un rumor que afirma que la princesa Juana no es realmente hija del rey Enrique sino de su valido, Beltrán de la Cueva, por lo cual se la empieza a llamar «la Beltraneja».
En 1465, los nobles, reunidos en Ávila, acuerdan destronar a Enrique y nombran rey a Alfonso (de 12 años entonces) en la denominada «farsa de Ávila». Estalla así una guerra que no terminará hasta 1468, con la muerte de Alfonso. Enrique IV recupera plenamente el poder y el título de heredera pasa a ser disputado entre Juana e Isabel, hermana de Alfonso y segunda en la línea de sucesión.
Isabel rompe con Enrique IV en 1469, fugándose para casarse con su primo Fernando, heredero de la Corona de Aragón en el palacio de los Vivero de Valladolid el 19 de octubre de 1469. Poco a poco la pareja va ganando apoyos, obteniendo el respaldo del legado papal Rodrigo Borgia en 1472 y el de la poderosa Casa de Mendoza en 1473.
En 1474, muere Enrique IV y cada una de las dos candidatas al trono son proclamadas reina de Castilla por sus respectivos partidarios.
Los juanistas, conscientes de su posición de debilidad frente al bando isabelino, proponen al rey de Portugal, Alfonso V, tío de Juana, que se case con ella a pesar de la consanguinidad y se convierta en rey de Castilla. Alfonso acepta, con lo cual la fuerza de los dos bandos queda más equilibrada y se perfila la guerra como único método para resolver el conflicto.

### Alianzas internacionales

Europa occidental en 1470.

El reino de Francia y la Corona de Aragón mantenían una antigua rivalidad por el control del Rosellón y, más recientemente, por la hegemonía en Italia. En junio de 1474, las tropas francesas invadieron el Rosellón y los aragoneses tuvieron que replegarse. Fernando intercedió ante su padre, Juan II, para que no declarase la guerra a Francia, concentrando su atención en los asuntos castellanos. De todas formas, ante la perspectiva de que el heredero del trono aragonés se fuese a convertir también en rey de Castilla, en septiembre de 1475 Luis XI de Francia se puso oficialmente del lado de Juana y de Portugal.
En ese momento Francia estaba también en guerra con Borgoña. Esto convertía a los borgoñones en aliados teóricos del bando isabelino, pero en la práctica siguieron haciendo la guerra por su cuenta, sin coordinar sus acciones con las castellano-aragonesas. También Inglaterra entró brevemente en guerra con Francia al desembarcar su rey Eduardo IV en Calais en junio de 1475, pero en una rápida respuesta diplomática Luis XI acordó con Eduardo en agosto la paz de Picquigny. El rey de Inglaterra concedió una tregua de nueve años a cambio de una importante compensación económica y se volvió a su reino.
Por su parte, el reino de Navarra vivía una guerra civil intermitente entre beaumonteses y agramonteses, a la que se superponían los intentos de Francia y de Aragón por controlar el reino.
Por último, el reino nazarí de Granada se mantuvo neutral. El 17 de noviembre de 1475, el rey Abu al Hasan Alí firmó un tratado de paz con Isabel y Fernando por el que además se ofreció a prestarles ayuda en la región de Córdoba contra los partidarios de Juana.

### Rivalidad entre Castilla y Portugal en el Atlántico

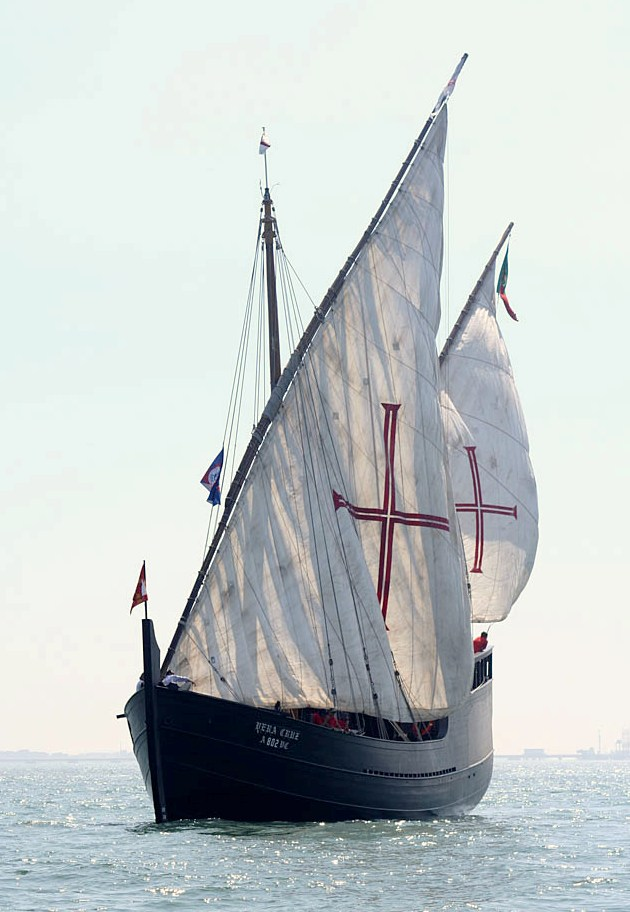
Reconstrucción actual de una carabela portuguesa.

A lo largo del siglo XV, los exploradores, comerciantes y pescadores de Portugal y de Castilla habían ido internándose cada vez más profundamente en el océano Atlántico. La posesión de las islas Canarias fue desde el principio un punto de fricción entre los dos reinos. Más tarde, el control del comercio con los territorios de Guinea y la Mina, muy ricos en oro y esclavos, se convirtió en una disputa aún más importante.
Durante la primera mitad del siglo, Castilla organizó la conquista de algunas de las islas Canarias (Lanzarote, Fuerteventura, Hierro y Gomera) mediante pactos de vasallaje primero con caballeros normandos y luego con nobles castellanos. Portugal mantuvo su oposición a la autoridad castellana en las islas y por su parte fue avanzando en la exploración de Guinea, obteniendo grandes beneficios comerciales.
A partir de 1452, los papas Nicolás V y su sucesor Calixto III modificaron la anterior política de neutralidad de la Santa Sede y otorgaron una serie de bulas favorables a Portugal, reservando a este país el control del comercio y la autoridad religiosa en una amplia zona hasta toda la Guinea y más allá. No arbitraron la cuestión de las Canarias, cuya conquista por otro lado había quedado relativamente estancada. El rey de Portugal adoptó una política comercial abierta, permitiendo a súbditos extranjeros comerciar en las costas africanas a cambio de los correspondientes impuestos. El único perjudicado era, así, el rey de Castilla.
En agosto de 1475, tras el estallido de la guerra, Isabel reclamó que las partes de Africa et Guinea pertenecían a Castilla por derecho e incitó a sus comerciantes a navegar a ellas, iniciando la guerra naval en el Atlántico.

## El conflicto

### Bandos de la guerra en 1475
A favor de Juana:
- Portugal.
- Francia.

Armas de Alfonso V, entre 1475 y 1479, como rey de Portugal, de Castilla y de León.

- Una parte de la alta nobleza castellana: el arzobispo de Toledo, la familia Estúñiga, la Casa de Pacheco, el marqués de Cádiz[8] y el maestre de la Orden de Calatrava.

A favor de Isabel:
- La Corona de Aragón.
- El resto de la nobleza castellana: la muy poderosa Casa de Mendoza, la familia Manrique de Lara, el duque de Medina Sidonia, el exvalido Beltrán de la Cueva, la Orden de Santiago y la Orden de Calatrava excepto su maestre.[9]

El ducado de Borgoña y el reino de Inglaterra estaban en guerra con Francia en 1475 pero no coordinaron sus acciones con los partidarios de Isabel y por ello no se les considera normalmente integrantes del bando isabelino.

### La lucha por el trono (mayo de 1475-septiembre de 1476)
En marzo de 1475, se produjo una revuelta en la ciudad de Alcaraz contra Diego Pacheco, Marqués de Villena, decidido partidario de Juana.  Inmediatamente los rebeldes se pusieron del lado de Isabel, iniciándose así las hostilidades.

#### Alfonso V entra en Castilla

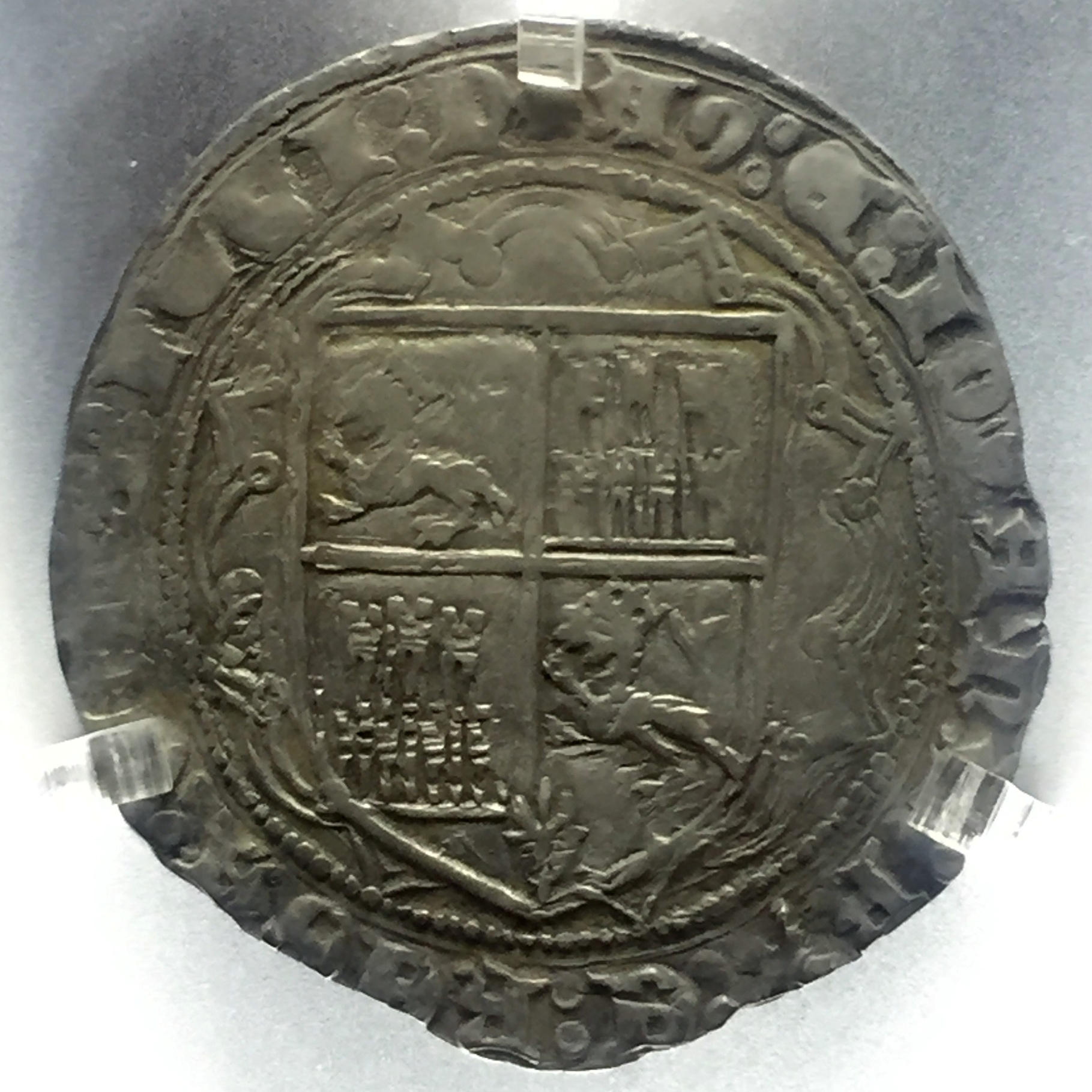
Real castellano acuñado por Alfonso V en Toro en 1475 o 1476.

Un ejército portugués entró en el territorio de la Corona de Castilla con Alfonso V al frente el 10 de mayo de 1475 y avanzó hasta Plasencia, donde le esperaba Juana. En esa ciudad fueron proclamados Juana y Alfonso reyes de Castilla el 25 de mayo y se desposaron, quedando la boda pendiente de una dispensa papal que obtuvieron unos meses más tarde. De allí marcharon a Arévalo, con intención de dirigirse a Burgos. Tanto el castillo de Burgos como las ciudades de Plasencia y de Arévalo estaban controlados por los Estúñiga (o Zúñiga), partidarios de Juana, aunque la ciudad de Burgos en sí era isabelina. Desde allí Alfonso esperaba poder enlazar con las tropas que enviase su aliado Luis XI de Francia.
Sin embargo, Alfonso encontró en Castilla menos apoyos de los esperados y cambió de planes, prefiriendo dedicarse a consolidar el control de la zona más cercana a Portugal, en particular Toro, ciudad que le acogió favorablemente aunque la guarnición del castillo se proclamó fiel a Isabel. También aceptaron al rey portugués Zamora y otras villas leonesas del bajo Duero. En la Mancha, el maestre de la Orden de Calatrava, juanista, conquistó Ciudad Real, pero rápidamente el clavero de la misma orden y el maestre de la orden de Santiago recuperaron la ciudad para el bando isabelino.
Fernando concentró un gran ejército en Tordesillas y el 15 de julio ordenó ponerse en marcha, buscando el encuentro con Alfonso. Cuatro días después llegó a Toro pero el portugués rehuyó el combate y Fernando, falto de recursos para un asedio prolongado, tuvo que retornar a Tordesillas y disolver su ejército. El castillo de Toro se rindió a Alfonso V, que sin embargo, no aprovechó para avanzar sobre Burgos, sino que volvió a Arévalo a la espera de la intervención francesa.
El duque de Benavente, partidario de Isabel, se situó con una pequeña fuerza en Baltanás para vigilar a los portugueses. Fue atacado el 18 de noviembre de 1475, siendo derrotado y hecho prisionero tras una dura resistencia. A pesar de que esta victoria le abría el camino a Burgos, Alfonso V decidió una vez más retirarse a Zamora. La falta de combatividad del rey de Portugal debilitó al campo juanista en Castilla, que empezó a desintegrarse.

#### Contraataque isabelino
Los isabelinos contraatacaron tomando Trujillo y ganando el control de las tierras de la Orden de Alcántara, gran parte de las de Calatrava y del marquesado de Villena. El 4 de diciembre una parte de la guarnición de Zamora se rebeló contra el rey Alfonso, que tuvo que huir a Toro. La guarnición portuguesa mantuvo el control del castillo, pero la ciudad acogió a Fernando al día siguiente.
En enero de 1476, el castillo de Burgos se rindió a Isabel mediante un pacto que evitó represalias contra los vencidos. En ese mismo mes y alentados por las cartas enviadas por los Reyes Católicos, los cristianos viejos de la ciudad de Villena se alzan contra el marqués, Diego López Pacheco, atacando a su pariente, Pedro Pacheco, en el castillo de la Atalaya. A esta rebelión en la capital del marquesado, le siguieron las del resto de ciudades importantes del mismo, suponiendo la pérdida del poder territorial del Marqués.

#### La batalla de Toro

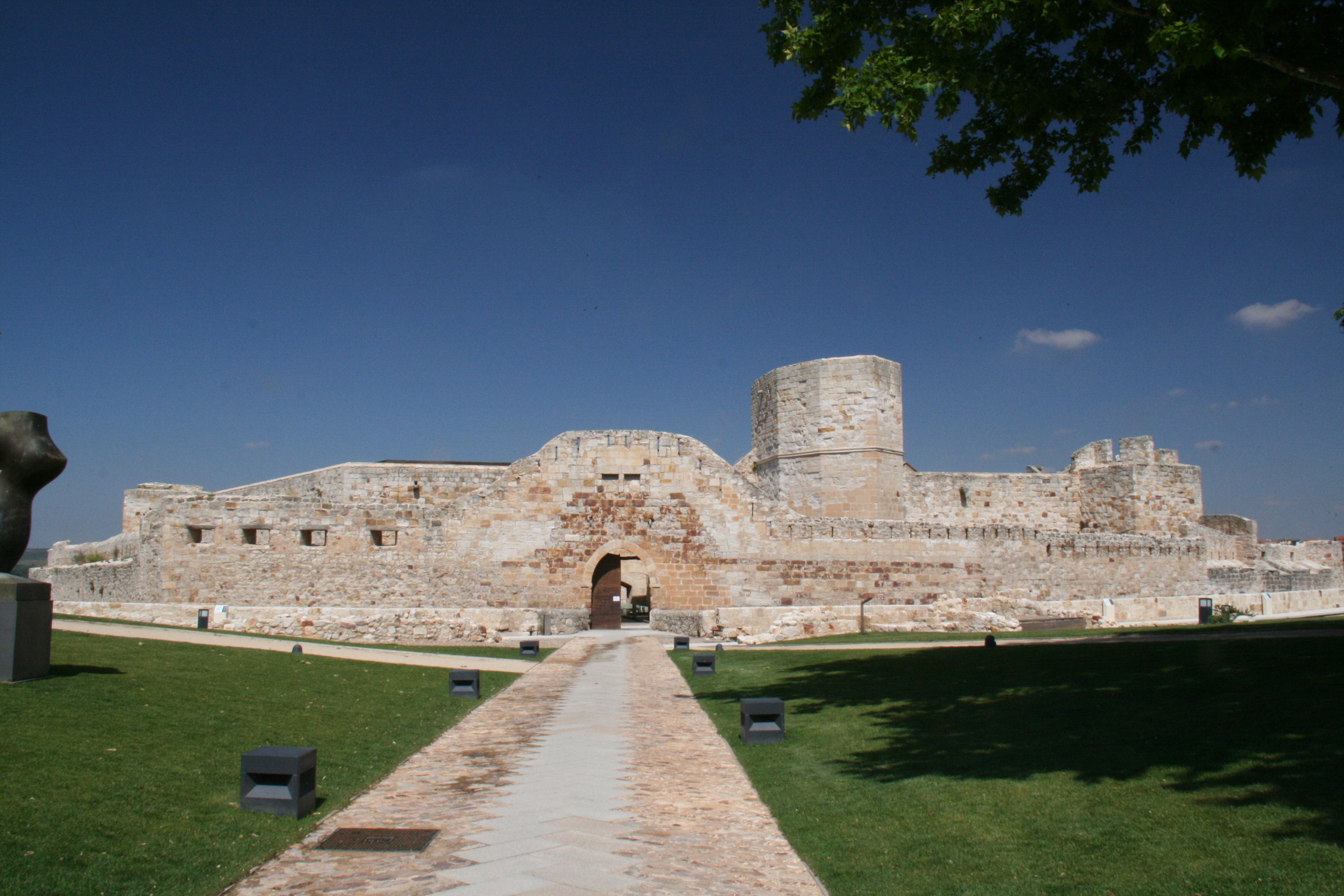
Castillo de Zamora (véase: historia de Zamora).

En febrero el ejército portugués, reforzado por tropas traídas por el príncipe Juan, salió de su base de Toro y cercó a Fernando en Zamora. Sin embargo, el asedio era menos duro para los cercados que para los portugueses, a la intemperie en el duro invierno zamorano, así que el 1 de marzo Alfonso levantó el campo y se retiró hacia Toro. Las tropas de Fernando se lanzaron en su persecución y le alcanzaron a una legua (unos 5 kilómetros) de esta ciudad, obligándole a entablar combate. Fueron tres horas de lucha muy confusa, interrumpida por la lluvia y por la caída de la noche. El rey portugués se retiró a Castronuño tras la derrota de las tropas bajo su mando, mientras su hijo Juan venció al ala derecha castellana y permaneció frente a Toro; replegándose ordenadamente a  la mañana siguiente con su ejército al interior de las murallas e incluso haciendo prisioneros a algunos enemigos.
La batalla de Toro ha sido considerada un empate desde un punto de vista puramente militar pero una victoria estratégica para los isabelinos. De hecho, los propagandistas de ambos bandos reclamaron la victoria en sus crónicas. Sin embargo, políticamente la batalla fue decisiva porque a continuación el grueso de las tropas portuguesas se retiró a Portugal junto con la reina Juana, cuyo bando quedó así casi totalmente desvalido en Castilla.

#### La guerra en el mar
Uno de los objetivos de Isabel y Fernando en la guerra era arrebatarle a Portugal el monopolio de los ricos territorios atlánticos que controlaba. El oro y los esclavos de Guinea constituían además una importante fuente de ingresos con los que financiar la guerra, por lo que las expediciones a Guinea constituyeron una prioridad para ambos contendientes.
Desde el estallido de la guerra, barcos portugueses recorrieron las costas andaluzas apresando pesqueros y barcos mercantes. Para poner fin a esta situación, Isabel y Fernando enviaron cuatro galeras al mando de Álvaro de la Nava, el cual logró frenar las incursiones lusas e incluso llegó a saquear la villa portuguesa de Alcoutín, en el Guadiana.
Por su parte, los marineros de Palos se lanzaron al saqueo de las costas de Guinea. Alfonso de Palencia, cronista oficial de la reina Isabel, relata una expedición en la que dos carabelas de este puerto onubense capturaron a 120 «azanegas» (africanos de piel clara) y los vendieron como esclavos. A pesar de la protesta de los Reyes, al poco salió otra flotilla de tres carabelas que trajo cautivo nada menos que a un rey azanega y a 140 nobles de su pueblo. En mayo de 1476, la reina Isabel ordenó que le entregasen a este rey de Guinea capturado y a su séquito para liberarlos. La orden fue cumplida solo a medias porque si bien el rey fue liberado y devuelto a su patria unos meses más tarde sus acompañantes fueron todos vendidos como esclavos.
En 1476, una flota portuguesa de 20 barcos comandada por Fernão Gomes partió hacia Guinea para recuperar su control. Los reyes de Castilla ordenaron preparar una flota para apresar a los portugueses y pusieron a su frente a Carlos de Valera. Este tuvo muchas dificultades para preparar la expedición, según Palencia por culpa de la oposición del marqués de Cádiz, del duque de Medina Sidonia y de la familia Estúñiga.
Los preparativos también fueron retrasados por una batalla naval que se produjo cuando los castellanos supieron que uno o dos barcos portugueses con un rico cargamento acababan de salir del Mediterráneo rumbo a Portugal y estaban esperando al pirata Alvar Méndez, que venía a escoltarlos. Una flota capitaneada por Carlos de Valera y Andrés Sonier y compuesta por cinco galeras y cinco carabelas les salió al paso desde Sanlúcar, obteniendo la victoria tras una dura batalla.
Cuando al fin Valera consiguió juntar 3 barcos vascongados y 9 carabelas andaluzas (25 carabelas según Palencia) todos fuertemente armados, ya no tenían posibilidad de alcanzar a la flota portuguesa y decidieron por ello, tras una escala en Porto Santo, dirigirse a la isla de Antonio de Noli, frente a las costas de Guinea. Saquearon la isla y capturaron a Noli, que en aquel entonces prestaba vasallaje por su territorio al rey de Portugal. A continuación partieron hacia las costas de África, donde capturaron dos carabelas del marqués de Cádiz, con un cargamento de 500 esclavos. Tras esto, los marinos de Palos se separaron de la expedición, con lo que Valera tuvo que retornar a Andalucía, al ser los palermos los marinos más expertos en la navegación a Guinea.
Al parecer, esta expedición obtuvo pocos beneficios económicos porque una gran parte de los esclavos fue devuelta al marqués de Cádiz y porque Valera tuvo que indemnizar al duque de Medina Sidonia por los daños causados en la isla de Noli, que el duque reclamaba como suya.

#### Intervención francesa

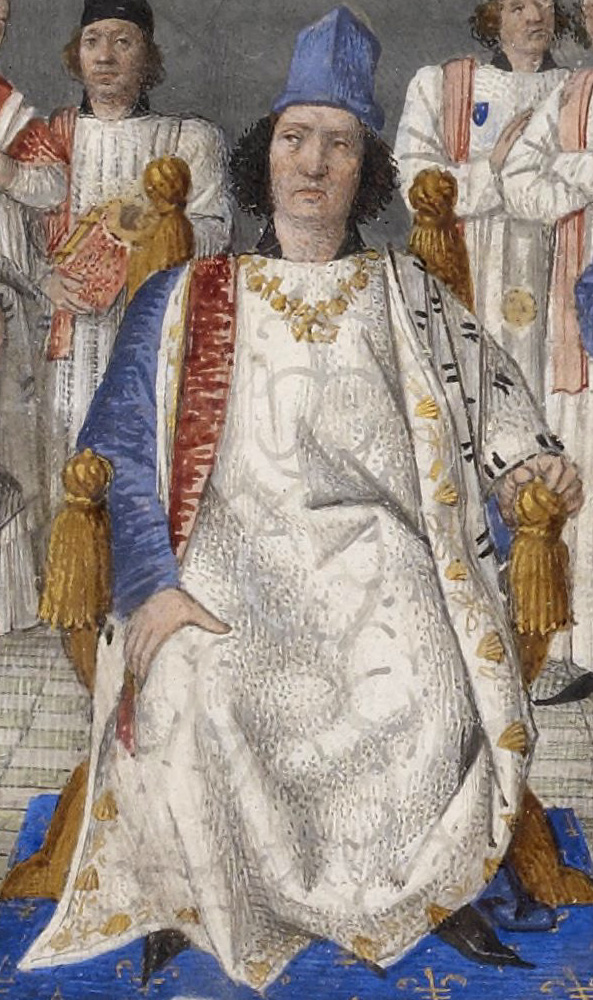
Luis XI de Francia.

El 23 de septiembre de 1475 Luis XI de Francia firmó un tratado de alianza con Alfonso V de Portugal.
Entre marzo y junio de 1476 las tropas francesas capitaneadas por Alano de Albret trataron de forzar el paso por la estratégica localidad fronteriza de Fuenterrabía pero fueron rechazadas. Fernando aprovechó la situación para asegurar su posición en el convulso reino de Navarra. En agosto comenzaron en Tudela las negociaciones que culminaron en la firma de un acuerdo por el cual agramonteses y beaumonteses pusieron fin a su enfrentamiento y Fernando obtuvo para Castilla el control de Viana, Puente la Reina y otras plazas, así como el derecho a mantener una guarnición de 150 lanzas en Pamplona. De este modo, Castilla quedaba protegida militarmente frente a una posible penetración francesa en Navarra.
En agosto de 1476, Alfonso V de Portugal partió hacia Francia, tras firmar una tregua con Isabel y Fernando. Allí trató de convencer a Luis XI de implicarse más a fondo en la guerra, pero este rechazó la propuesta porque estaba centrado en derrotar a su principal enemigo, Carlos el Temerario, duque de Borgoña. Tras este severo revés diplomático, Alfonso se quedó en Francia y pensó en abdicar.

#### Combate del cabo de San Vicente
El rey de Francia había enviado como ayuda a Portugal a la flota del pirata normando Coullon. Cuando en agosto de 1476 el rey Alfonso partió hacia Francia, simultáneamente envió dos galeras portuguesas cargadas de soldados junto con los 11 barcos de Coullon a prestar auxilio al castillo de Ceuta. Por el camino, el 7 de agosto, esta armada se cruzó con cinco mercantes armados provenientes de Cádiz con rumbo a Inglaterra: 3 grandes naos genovesas, una galera y una urca flamenca. Coullon trató de apresar los mercantes mediante un ardid pero falló y se entabló un encarnizado combate en el que los franco-lusos se impusieron. Sin embargo, debido al uso de armas incendiarias por parte de los franceses, se desató un incendio que arrasó dos barcos genoveses y la urca flamenca pero también las dos galeras portuguesas y dos de los barcos de Coullon. Según Palencia, unos 2500 franceses y portugueses murieron en este desastre.

### Consolidación de Isabel y Fernando (septiembre de 1476-enero de 1479)

Campañas sucesivas de la guerra de sucesión castellana. El frente de Isabel no solo tuvo que afrontar una guerra contra Portugal, sino que además tuvo que hacer frente a sus adversarios en la propia Castilla.

Tras su victoria en la batalla de Toro, el rechazo del ataque francés y la tregua solicitada por Alfonso V, Isabel y Fernando quedaron sólidamente afianzados en el trono de Castilla. Los nobles del bando juanista tuvieron que aceptar la situación e irse sometiendo a los Reyes. La guerra quedó reducida a escaramuzas y algaradas a lo largo de la frontera portuguesa y, sobre todo, a la continuación de la guerra naval por el control del comercio atlántico.

#### Sometimiento del bando juanista a Isabel y Fernando
A lo largo de 1476 fueron sometiéndose a los Reyes los principales nobles que aun apoyaban a Juana, en particular los del linaje Pacheco-Girón: Juan Téllez Girón y su hermano Rodrigo, Luis de Portocarrero y, en septiembre, el marqués de Villena.
En noviembre de 1476 las tropas de Isabel tomaron el castillo de Toro. En los meses siguientes los Reyes se apoderaron de las últimas localidades fronterizas controladas por los portugueses y limpiaron de adversarios Extremadura.
En julio de 1477 Isabel llegó a Sevilla, la ciudad más poblada de Castilla, con el objetivo de asentar su poder sobre las grandes familias nobiliarias de Andalucía. En abril de 1476 ya había otorgado un primer perdón al marqués de Cádiz, que había ido recuperando poder mientras su rival, el poderoso duque de Medina Sidonia, inicialmente principal figura isabelina en Andalucía, iba cayendo en desgracia ante los Reyes. Mediante hábiles negociaciones, la Reina logró tomar el control de las principales fortalezas del reino de Sevilla ocupadas tanto por el Marqués como por el duque y, en vez de devolvérselas a sus legítimos propietarios, nombró a su frente a personas de su confianza. También prohibió a ambos nobles la entrada en la ciudad de Sevilla, pretextando el riesgo de enfrentamientos si coincidían allí. De esta manera desapareció el dominio político que el duque había ejercido sobre Sevilla, que pasó a ser controlada firmemente por la Corona.
Uno de los escasos nobles que se negaron a plegarse a los Reyes fue el mariscal Fernán Arias de Saavedra. Su fortaleza de Utrera sufrió un largo asedio por parte de las tropas isabelinas y fue finalmente tomada al asalto en marzo de 1478, sufriendo los vencidos una dura represión.
El primer hijo varón de los Reyes, Juan, nació en Sevilla el 30 de junio de 1478, abriendo nuevas perspectivas de estabilidad dinástica para el bando isabelino.

#### Regreso de Alfonso V
Tras su fracaso diplomático en Francia, Alfonso V finalmente decidió regresar a Portugal. A su llegada en octubre de 1477 se encontró con que su hijo Juan se había proclamado rey. Sin embargo, Juan recibió con alegría el retorno de su padre y le devolvió la Corona inmediatamente.

#### Expediciones a Guinea y las Canarias de 1478
Se sabe que en 1477 salió de Andalucía una flota para Guinea pero los datos sobre la misma son muy escasos. En ella participaron la nao Salazar y la carabela Santa María Magdalena.
A principios de 1478 los Reyes Católicos prepararon en el puerto de Sanlúcar dos nuevas expediciones, una dirigida a la Mina de Oro y la otra destinada a la conquista de la isla de Gran Canaria, con un total de al menos 35 barcos. Las dos flotas navegaron juntas hasta Gran Canaria y allí se separaron.
El príncipe Juan de Portugal, enterado de los planes castellanos, preparó una armada superior en número para sorprender a sus enemigos en Canarias. La mayor parte de la flota castellana de Gran Canaria no había desembarcado aún al grueso de la tropa, cuando llegó la noticia de que se aproximaba una escuadra portuguesa. Inmediatamente levaron anclas, dejando solo unos 300 soldados castellanos en tierra, los cuales a pesar de su reducido número lograron impedir el desembarco portugués. Sin embargo, este destacamento era insuficiente para conquistar la isla y quedó reducido a la inactividad hasta que una nueva armada castellana llegó a la isla a finales del año siguiente.
La otra flota castellana llegó a la Mina sin problemas y obtuvo grandes cantidades de oro. Sin embargo, el exceso de codicia del representante comercial de la Corona les hizo permanecer allí varios meses y ello dio tiempo a que llegara la flota portuguesa. Los castellanos fueron atacados por sorpresa, derrotados y llevados prisioneros a Lisboa. Según del Pulgar, los ingresos así obtenidos por el rey Alfonso le permitieron relanzar la guerra por tierra contra Castilla. Las fuentes portuguesas afirman que tanto los prisioneros como gran parte del oro capturado fueron devueltos a Castilla tras la firma de la paz en 1479.

#### Paz entre Castilla y Francia
El 9 de octubre de 1478, antes de que llegase a Castilla la noticia de la derrota en la Mina, se firmó en San Juan de Luz un tratado de paz entre los delegados españoles, Juan Ruiz de Medina y Juan de Gamboa, y los franceses, encabezados por Jean Bilhères.  El acuerdo fue ratificado por los Reyes Católicos el 10 de enero de 1479 en Guadalupe e incluyó los puntos siguientes:
- Luis XI reconoce a Isabel y Fernando como reyes de Castilla y León.
- Fernando se compromete a romper su alianza con Maximiliano de Habsburgo, duque de Borgoña,[54] y Luis XI la suya con Alfonso de Portugal.
- Acuerdo de arbitraje sobre los asuntos relativos al Rosellón y la Cerdaña.

### Fase final (enero-septiembre de 1479)

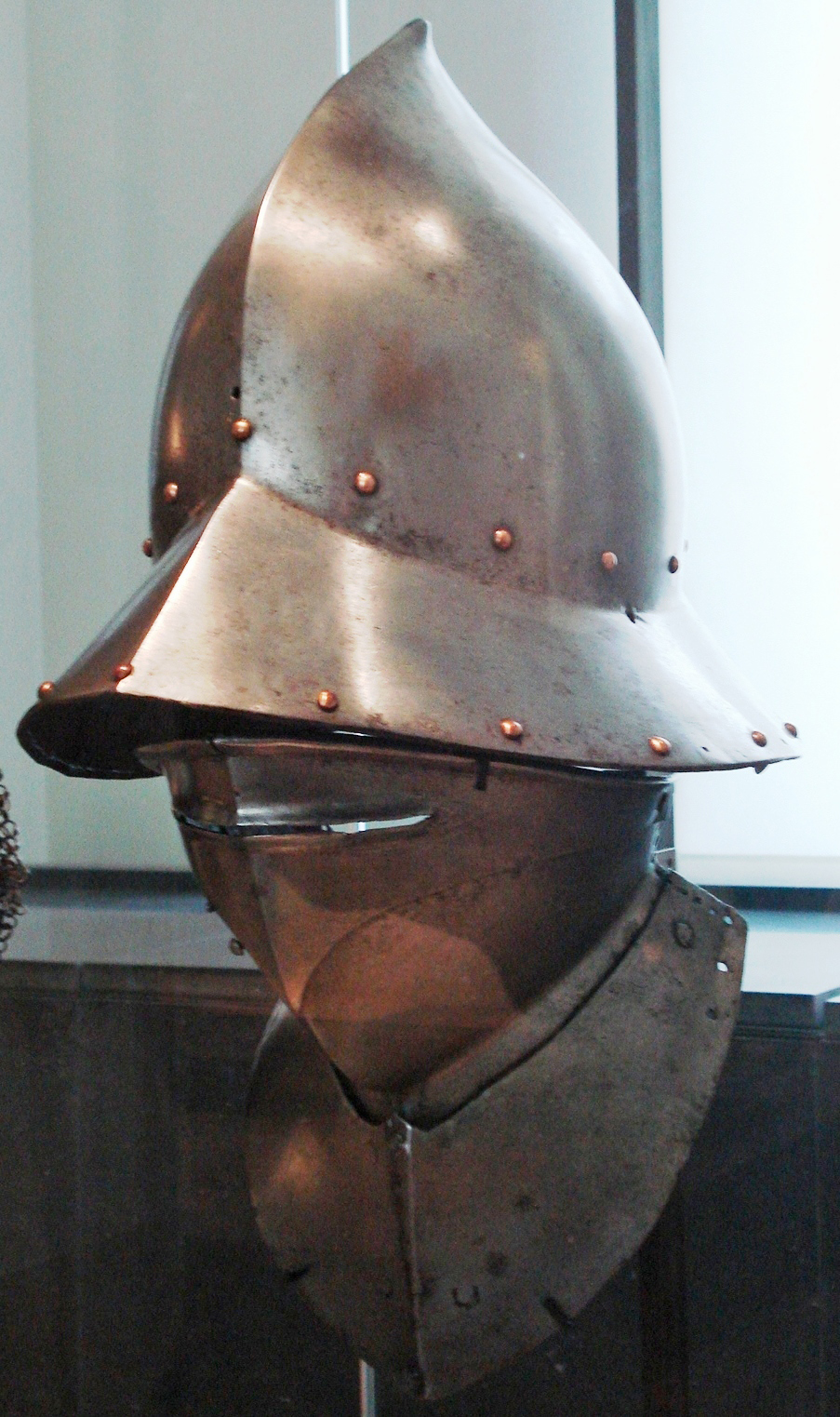
Capacete aragonés de hacia 1470.

A finales de 1478 algunos de los principales nobles juanistas se habían vuelto a sublevar en Extremadura, La Mancha (marqués de Villena) y Galicia. Los portugueses, reforzados por su gran victoria naval en Guinea, intervinieron nuevamente en Castilla para socorrer a sus aliados.

#### Ofensiva portuguesa
En febrero de 1479 un ejército portugués dirigido por García de Meneses, obispo de Évora, penetró en Extremadura. Su objetivo era ocupar y reforzar las plazas de Mérida y Medellín, controladas por la condesa de Medellín, partidaria de Alfonso V. Según Palencia, el ejército portugués estaba compuesto por unos 1000 caballeros (entre los cuales se encontraban unos 250 leoneses y castellanos) más la infantería. Junto a él marchaban 180 caballeros de la Orden de Santiago mandados por su clavero Alfonso de Monroy, también partidario de Alfonso V.
El 24 de febrero cerca del arroyo de La Albuera de Mérida a este ejército le salieron al encuentro las fuerzas isabelinas que mandaba Alonso de Cárdenas, maestre de la Orden de Santiago: unos 500 caballeros de su orden, 400 caballeros de la Hermandad Popular (principalmente de Sevilla) y unos 100 infantes. El enfrentamiento fue reñido. La infantería isabelina sufrió un duro ataque de la caballería juanista y se desorganizó presa del pánico pero el maestre de Santiago vino en su ayuda y al final los portugueses tuvieron que retirarse, dejando un importante botín en el campo de batalla así como unos 85 caballeros muertos, por solo 15 isabelinos.
Sin embargo, la victoria isabelina en Albuera fue solo parcial porque el grueso del ejército portugués pudo refugiarse en Mérida y de allí continuar su marcha hasta Medellín, que también ocuparon, con lo cual los lusos alcanzaron los dos principales objetivos de su ofensiva. Los partidarios del rey Fernando, por su parte, pusieron sitio a ambas ciudades.

#### El papa cambia de bando
El nuncio apostólico Jacobo Rondón de Seseña llegó a Castilla con la noticia de que el papa Sixto IV rectificaba y anulaba la dispensa otorgada previamente a Alfonso V para casarse con su sobrina Juana. Esto debilitó gravemente la legitimidad del bando juanista y la pretensión del rey portugués al trono de Castilla.

#### Últimos intentos castellanos en el mar
A pesar de la grave derrota naval de 1478, en febrero de 1479 los Reyes Católicos trataron de organizar una nueva flota de unas 20 carabelas para expulsar a los portugueses de la Mina. Sin embargo, no pudieron reunir los barcos requeridos y ninguna expedición de importancia volvió a salir de los puertos castellanos hasta la firma de la paz con Portugal.

#### Conversaciones de paz
A principios de abril de 1479 el rey Fernando llegó a Alcántara para participar en unas conversaciones de paz promovidas por la infanta Beatriz de Portugal, prima y cuñada de Alfonso V y tía de Isabel de Castilla. Las negociaciones duraron 50 días y al final no se llegó a un acuerdo.
Los dos bandos continuaron las hostilidades, tratando de mejorar sus posiciones respectivas de cara a una nueva negociación. Isabel y Fernando lanzaron una ofensiva contra el arzobispo de Toledo, que tuvo que someterse, lo cual les permitió afrontar mejor al poderoso marqués de Villena. Mientras tanto, las guarniciones portuguesas de Extremadura resistían con éxito el duro asedio castellano.
Las discusiones de paz se reanudaron en el verano y esta vez se alcanzó un acuerdo.

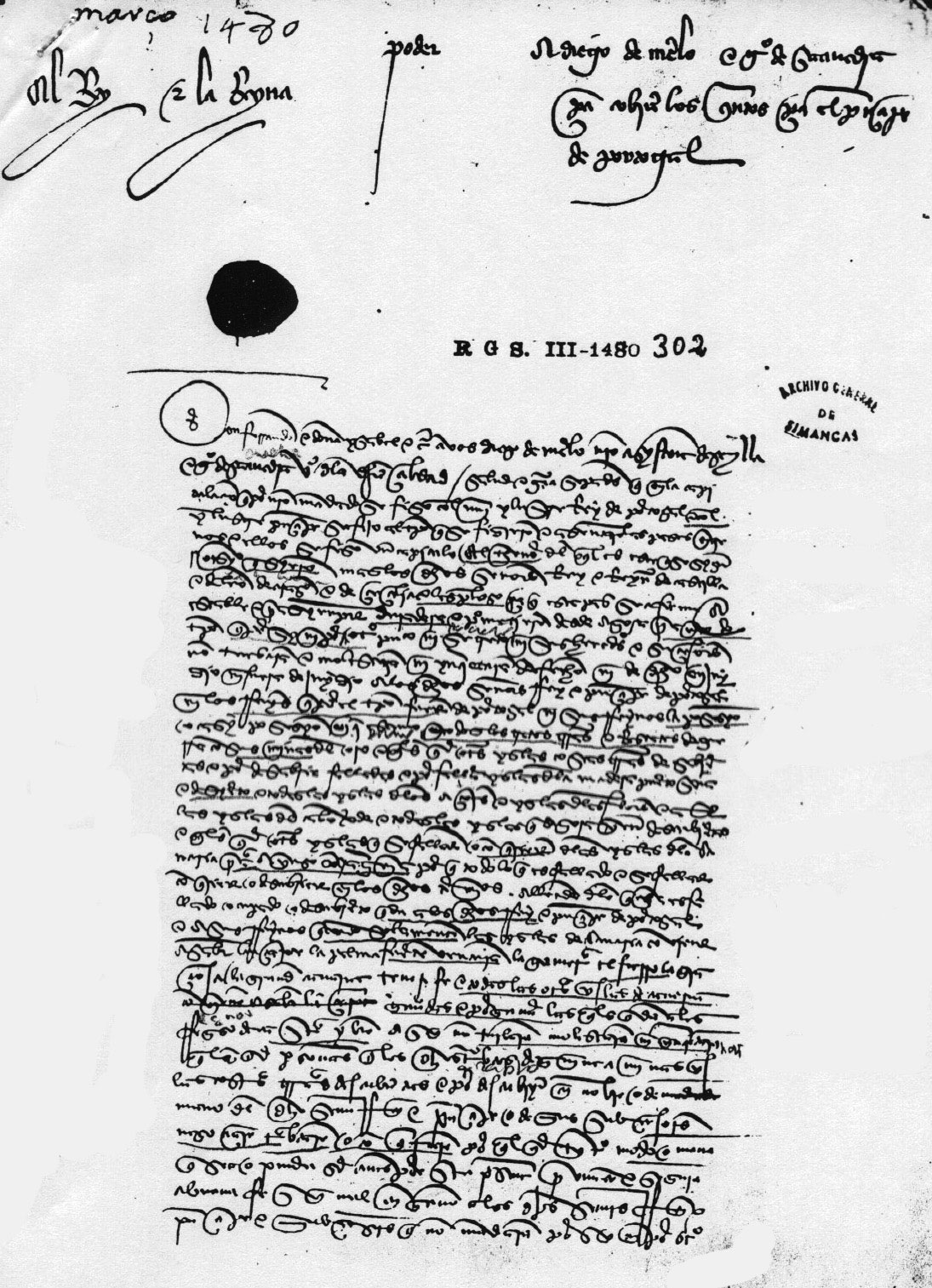
Pregón del Tratado de Alcazobas.

## El tratado de paz
El tratado que puso fin a la guerra fue firmado en la villa portuguesa de Alcazobas el 4 de septiembre de 1479. El acuerdo fue ratificado por el rey de Portugal el 8 de septiembre de 1479 y fue firmado por los reyes de Castilla y Aragón en Toledo el 6 de marzo de 1480, por lo que también se le conoce como Tratado de Alcazobas-Toledo.
Por este acuerdo, Alfonso V renunció al trono de Castilla mientras que Isabel y Fernando a cambio renunciaron al trono portugués. Las dos Coronas se repartieron sus zonas de influencia en el Atlántico, quedando para Portugal la mayor parte de los territorios, con la excepción de las islas de Canaria (de las que aún faltaban por conquistar las islas de Gran Canaria, La Palma y Tenerife).
Asimismo se firmaron dos acuerdos (habitualmente llamados «Tercerías de Moura») que resolvían la cuestión dinástica castellana. En primer lugar imponían a la princesa Juana la renuncia a todos sus títulos castellanos y su reclusión en un convento o su boda con el heredero de los Católicos, el príncipe Juan. Juana eligió el convento, aunque permaneció activa en la vida política hasta su muerte.
En segundo lugar, se acordaba la boda de la infanta Isabel, hija de Isabel y Fernando, con el heredero del trono portugués, Alfonso, así como el pago por los padres de la novia de una enorme dote que en la práctica representaba una indemnización de guerra obtenida por Portugal.